# Sali járás

A Sali járás Csecsenföldön

A Sali járás (oroszul Шалинский район, csecsen nyelven Шелан кIошт) Oroszország egyik járása Csecsenföldön. Székhelye Sali.

## Népesség
- 1989-ben 136 822 lakosa volt, melyből 131 566 csecsen (96,2%), 3 306 orosz, 360 avar, 347 ingus, 300 ukrán, 168 kumük, 36 örmény, 14 nogaj.
- 2002-ben 68 862 lakosa volt, melyből 68 703 csecsen (99,8%), 52 orosz, 11 avar, 9 ingus, 5 ukrán. Ezek az adatok nem tartalmazzák Argun és Sali városok adatait.
- 2010-ben 115 970 lakosa volt, melyből 111 065 csecsen, 2 636 orosz, 368 kumik, 286 avar, 216 kazah, 202 tabaszaran, 124 lezg, 94 tatár, 89 oszét, 84 kabard, 75 azeri, 55 dargin, 52 örmény, 50 kalmük, 46 türkmén, 34 ukrán, 32 burját, 27 lak, 27 tuva, 21 ingus stb.